# 香港2012年度授勳及嘉獎名單
香港2012年授勳名單2012年6月30日於憲報刊登，共有295人獲頒授勳銜及作出嘉獎，這是香港回歸以來第15份授勳名單。勳銜頒授典禮於12月8日在禮賓府舉行。

## 授勳及嘉獎名單

### 大紫荊勳章
- 馬道立首席法官，大紫荊勳賢
- 林瑞麟先生，大紫荊勳賢，GBS，JP
- 黃仁龍先生，大紫荊勳賢，SC，JP
- 包致金法官，大紫荊勳賢（The Honourable Mr. Justice Syed Kemal Shah BOKHARY, G.B.M.）
- 吳光正先生，大紫荊勳賢，GBS，JP
- 呂志和博士，大紫荊勳賢，GBS，JP

### 金紫荊星章
- 陳家強議員，GBS，JP
- 蘇錦樑議員，GBS，JP
- 譚志源議員，GBS，JP
- 湯顯明博士，GBS
- 鄧國斌先生，GBS，JP
- 夏正民法官，GBS（The Honourable Mr. Justice Michael John HARTMANN, G.B.S.）
- 陳德霖先生，GBS，JP
- 梁卓偉教授，GBS，JP
- 劉兆佳教授，GBS，JP
- 陳南祿先生，GBS，JP
- 楊家聲先生，GBS，JP
- 鍾沛林先生，GBS，JP
- 何宣威先生，GBS，JP
- 李淑儀女士，GBS，JP
- 麥列菲菲教授，GBS，JP
- 詹伯樂工程師，GBS，JP（Ir. Ronald James BLAKE, G.B.S., J.P.）

### 銀紫荊星章
- 黃定光議員，SBS，JP
- 林大輝議員，SBS，JP
- 陳玉樹教授，SBS，JP
- 彭鍵基法官，SBS
- 文偉彥先生，SBS，JP（Mr. Edward Patrick Aquinas MORAN, S.B.S., J.P.）
- 郭立誠先生，SBS，JP（Mr. Martin McKenzie GLASS, S.B.S., J.P.）
- 曹萬泰先生，SBS，JP
- 馬清煜先生，SBS，JP
- 陳特楚先生，SBS，MH，JP
- 蒲祿祺先生，SBS，JP（Mr. Charles Nicholas BROOKE, S.B.S., J.P.）
- 劉漢華先生，SBS，JP
- 盧景文教授，SBS，JP
- 周肇平教授，SBS，JP
- 林秉恩醫生，SBS，JP
- 張少卿女士，SBS，JP
- 梁高美懿女士，SBS，JP
- 梁鳳儀女士，SBS，JP
- 許曉暉女士，SBS，JP
- 陳建平先生，SBS，JP
- 陳維安先生，SBS，JP
- 陳鴻祥先生，SBS，JP
- 麥綺明女士，SBS，JP
- 彭玉陵先生，SBS，JP
- 劉賴筱韞女士，SBS，JP
- 譚百樂先生，SBS，JP（Mr. Roger Freeman TUPPER, S.B.S., J.P.）
- 關錫寧女士，SBS，JP
- 鍾偉平先生，SBS，MH
- 李銘澤先生，SBS，IDS
- 盧振雄先生，SBS，FSDSM
- 王嚴君琴女士，SBS
- 費明儀女士，SBS
- 吳文華女士，SBS
- 李炳光牧師，SBS
- 韋毅志法官，SBS（The Honourable Mr. Justice Alan Raymond WRIGHT, S.B.S.）
- 麥明康先生，SBS（Mr. Michael Anthony McMAHON, S.B.S.）
- 釋永惺法師，SBS

### 紀律部隊及廉政公署卓越獎章
香港警察卓越獎章
- 卓振賢博士，PDSM
- 馬維騄先生，PDSM

香港消防事務卓越獎章
- 何乃海先生，FSDSM
- 梁紹康先生，FSDSM

香港入境事務卓越獎章
- 徐德盛先生，IDSM

香港海關卓越獎章
- 梁麟祥先生，CDSM
- 廖長成先生，CDSM

香港懲教事務卓越獎章
- 李雙先生，CSDSM

### 銅紫荊星章
- 陳健波議員，BBS，JP
- 朱景玄先生，BBS，MH，JP
- 林赤有先生，BBS，MH，JP
- 湛家雄先生，BBS，MH，JP
- 葉振都先生，BBS，MH，JP
- 賴錦璋先生，BBS，MH，JP
- 王明鑫先生，BBS，JP
- 朱黃麗芬女士，BBS，JP
- 吳王依雯女士，BBS，JP
- 阮文海先生，BBS，JP
- 林大慶教授，BBS，JP
- 郭家明先生，BBS，JP
- 陳志球博士，BBS，JP
- 陳㨗貴先生，BBS，JP
- 陳嘉正博士，BBS，JP
- 陳榮濂先生，BBS，JP
- 黃友嘉博士，BBS，JP
- 黃國倫先生，BBS，JP
- 黃耀錦先生，BBS，JP
- 鄭蘊玉女士，BBS，JP
- 鍾嶺海先生，BBS，JP
- 鄺慶業先生，BBS，JP
- 譚鳳儀教授，BBS，JP
- 關海山教授，BBS，JP
- 梁健文先生，BBS，MH
- 侯永昌先生，BBS，MH
- 許嘉灝先生，BBS，MH
- 尹才榜先生，BBS，MH
- 張維醫生，BBS，MH
- 潘兆平先生，BBS，MH
- 蔡德河先生，BBS，MH
- 姚加環先生，BBS
- 熊思方醫生，BBS
- 盧傅偉先生，BBS
- 江達可博士，BBS
- 李德麟先生，BBS
- 施道嘉先生，BBS（Mr. Stuart Mitchell Imrie STOKER, B.B.S.）
- 胡永輝博士，BBS
- 胡永權先生，BBS
- 唐錫波先生，BBS
- 高佩璇女士，BBS
- 張佐華先生，BBS
- 梁定宇先生，BBS
- 許鞍華女士，BBS
- 陳炳釗博士，BBS
- 陳健碩先生，BBS
- 陳增聲教授，BBS
- 馮柏棟先生，BBS，SC
- 馮添枝先生，BBS
- 楊良宜先生，BBS
- 鮑志良先生，BBS
- 謝祥興先生，BBS
- 簡安達先生，BBS（Mr. Jeffrey Ernest GUNTER, B.B.S.）
- 龐盧淑燕女士，BBS
- 羅仁思先生，BBS（Mr. Anthony John LAWRENCE, B.B.S.）
- Mr. Rafael AHARONI，BBS[註 1]

### 紀律部隊及廉政公署榮譽獎章
香港警察榮譽獎章
- 全永強先生，PMSM
- 吳炳財先生，PMSM
- 李光甫先生，PMSM
- 周秉燊先生，PMSM
- 林景江先生，PMSM
- 林萃珠女士，PMSM
- 林慧敏女士，PMSM
- 洪滿坤先生，PMSM
- 胡紹佳先生，PMSM
- 唐伯森先生，PMSM
- 張鳳儀女士，PMSM
- 戚本忠先生，PMSM
- 陳國祺先生，PMSM
- 陳敏然先生，PMSM
- 華樹桓先生，PMSM（Mr. Steven Barry WORDSWORTH, P.M.S.M.）
- 葉潤添先生，PMSM
- 鄭漢龍先生，PMSM
- 鍾肇麒先生，PMSM
- 鍾錦華先生，PMSM
- 羅卓洪先生，PMSM
- 蘇錦成先生，PMSM

香港消防事務榮譽獎章
- 葉桂新先生，FSMSM
- 司徒日新先生，FSMSM
- 何佳祥先生，FSMSM
- 李榮利先生，FSMSM
- 梁君澤先生，FSMSM
- 陳炳祥先生，FSMSM
- 楊振武先生，FSMSM

香港入境事務榮譽獎章
- 白願昂先生，IMSM
- 李學廉先生，IMSM
- 陳桂鈿女士，IMSM
- 鄭永雄先生，IMSM

香港海關榮譽獎章
- 何仕景先生，CMSM
- 李章榮先生，CMSM
- 周志光先生，CMSM
- 周德珍女士，CMSM

香港懲教事務榮譽獎章
- 陳少群女士，CSMSM
- 馮嘉明先生，CSMSM
- 歐樂華先生，CSMSM
- 盧晅先生，CSMSM
- 謝志遠先生，CSMSM

政府飛行服務隊榮譽獎章
- 霍偉豐先生，GMSM

香港廉政公署榮譽獎章
- 王耀宗先生，IMS
- 黎嘉恩先生，IMS

### 榮譽勳章
- 鄺國鑑先生，MH，JP
- 陳富明先生，MH
- 林發耿先生，MH
- 林翠玲女士，MH
- 陳笑權先生，MH
- 黃耀聰先生，MH
- 陳曼琪女士，MH
- 劉偉章先生，MH
- 鄭楚光先生，MH
- 李乃堯工程師，MH
- 李誠權先生，MH
- 袁靖波先生，MH
- 張德忠先生，MH
- 陳鄭美珠女士，MH
- 馮文傑先生，MH
- 鄭家豪先生，MH
- 譚奇珠先生，MH
- 蘇仲平先生，MH
- 丁鐵翔先生，MH
- 尹飛燕女士，MH
- 文路祝先生，MH（Mr. Manohar Thakurdas CHUGH, M.H.）
- 王殷厚教授，MH
- 伍志強先生，MH
- 朱兆棠先生，MH
- 江胡葆琳女士，MH
- 何開鳳先生，MH
- 吳振揚博士，MH
- 李文斌先生，MH
- 李民正先生，MH
- 李永年博士，MH
- 李榮輝先生，MH
- 李遠大先生，MH
- 李輝平先生，MH
- 李寶珊女士，MH
- 汪永游先生，MH
- 周敏姬女士，MH
- 周鶴綿先生，MH
- 林俊英先生，MH
- 林傑先生，MH
- 邱季端先生，MH
- 胡潔賢女士，MH
- 范偉光先生，MH
- 張瑞境先生，MH
- 梁孔德女士，MH
- 梁昇先生，MH
- 梁麟先生，MH
- 郭景安先生，MH
- 陸勤教授，MH
- 彭天明先生，MH
- 湯修齊先生，MH
- 黃奕鑑先生，MH
- 黃玲玲女士，MH
- 楊家明博士，MH
- 楊奮彬先生，MH
- 廖為國先生，MH
- 趙其琨教授，MH
- 鄭臻女士，MH
- 鄧開榮先生，MH
- 鄧錦雄博士，MH
- 謝玉蘭女士，MH
- 魏明先生，MH
- 羅行堂先生，MH[註 2]
- 羅清源博士，MH
- Mr. Colin Bernard COHEN，MH

### 行政長官社區服務獎狀
- 呂東孩先生
- 黃貴有先生
- 羅少傑先生
- 譚榮勳先生
- 王廷琳先生
- 王金文女士
- 何文樂先生
- 余智成先生
- 吳超洪先生
- 巫雨田先生[註 3]
- 李少榕先生
- 李星強先生
- 李純鶴先生
- 李蔭國先生
- 李濼山先生
- 車淑梅女士
- 祁麗媚女士
- 周棠先生
- 施文旦先生
- 孫日孝先生
- 馬麗媚女士
- 高玉鼎先生
- 張明輝先生
- 張嘉懿女士
- 梁祺浩先生
- 郭楚翹女士
- 郭靜顏女士
- 陳文浩先生
- 陳炳麟先生
- 陳郁傑博士
- 陳聰聰女士
- 彭子傑先生
- 黃曉盈女士
- 楊清女士
- 葉紹強先生
- 碧樺依博士（Dr. Raees Begum BAIG）
- 趙建新女士
- 劉偉健先生
- 劉國良先生
- 歐陽慧心女士
- 鄧國新先生
- 鄧樹榮先生
- 黎振浩先生
- 羅秉義先生
- 蘇慧賢女士
- Ms. Aruna GURUNG
- Ms. Daisy Catherine L. MANDAP

### 行政長官公共服務獎狀
- 梁榮武先生
- 女士
- 任健鵬先生
- 李淑明女士
- 林瑞華女士
- 邱巧珠女士
- 馬周寶明女士
- 馬偉民先生
- 高永祺先生
- 梁志邦先生
- 梁洪熙先生
- 梁浩明女士
- 郭耀雄先生
- 陳玉珊女士
- 陳榮基先生
- 葉潤泉先生
- 鄭結文先生
- 鍾松根先生